# Équipe cycliste Carrera
Pour les articles homonymes, voir Carrera.
Carrera est une ancienne équipe cycliste italienne ayant existé de 1984 à 1996. En 1984, l'entreprise Carrera Jeans devient co-sponsor de l'équipe, créée en 1979 par Davide Boifava.
En 17 ans d'existence, l'équipe compte notamment trois Tours d'Italie, un Tour de France et un Tour d'Espagne à son palmarès.

## Histoire de l'équipe

### Inoxpran (1979-1983)
L'équipe est créée en 1979 sous le nom d'« Inoxpran » en 1979, sous la direction du directeur sportif Davide Boifava. L'Italien Giovanni Battaglin remporte dès la troisième saison de l'équipe en 1981, le Tour d'Italie et le Tour d'Espagne.  Il devient le deuxième coureur de l'histoire à réaliser le doublé Giro-Vuelta la même année, après Eddy Merckx en 1973. En 1983, Roberto Visentini le capitaine de l'équipe, termine deuxième du Tour d'Italie à une minute du vainqueur.

### Carrera Jeans (1984-1990): Stephen Roche et Visentini

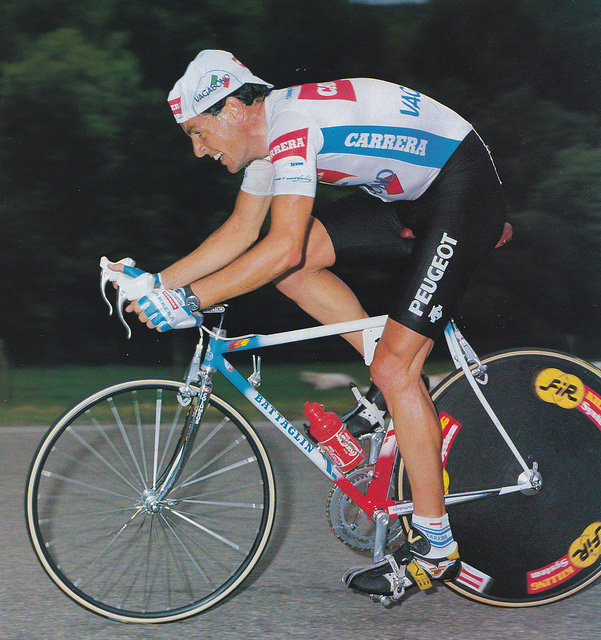
Stephen Roche avec le maillot de l'équipe Carrera Jeans-Vagabond lors du Tour d'Italie 1987 qu'il remporte

La société Carrera Jeans  devient le sponsor principal en 1984. À la fin de la saison 1985, l'équipe fait signer Stephen Roche avec pour objectif principal de remporter le Tour de France. Roche réalise une mauvaise saison en 1986 alors que son coéquipier Visentini remporte le Tour d'Italie. L'Irlandais rebondit en 1987. Il s'adjuge le Tour de Romandie, disputé juste avant le Tour d'Italie. Cette victoire fait de lui le grand favori pour le maillot rose et il souhaite alors être le leader de son équipe pendant la course. Ce que n'accepte pas Visentini, en tant qu'Italien dans une équipe italienne et de surcroît tenant du titre. Cette rivalité dans l'équipe a atteint son paroxysme lors de la course lorsque Roche a attaqué Visentini. Roche remporte finalement la course, puis le Tour de France 1987. C'est la seule fois que l'équipe Carrera gagne le Tour, et la dernière fois que l'équipe remporte le Giro. Roche quitte l'équipe à la fin de 1987, pour revenir terminer sa carrière en 1992.

### Carrera Jeans (1990-1996): Claudio Chiappucci et Marco Pantani
Pendant ce temps, Claudio Chiappucci passe rapidement du statut d'équipier de Visentini et de Roche au rôle de leader de l'équipe. Il porte le maillot jaune pendant le Tour de France 1990 qu'il termine à la deuxième place, tout comme l'édition 1992. Il remporte notamment en 1991 la classique Milan-San Remo.

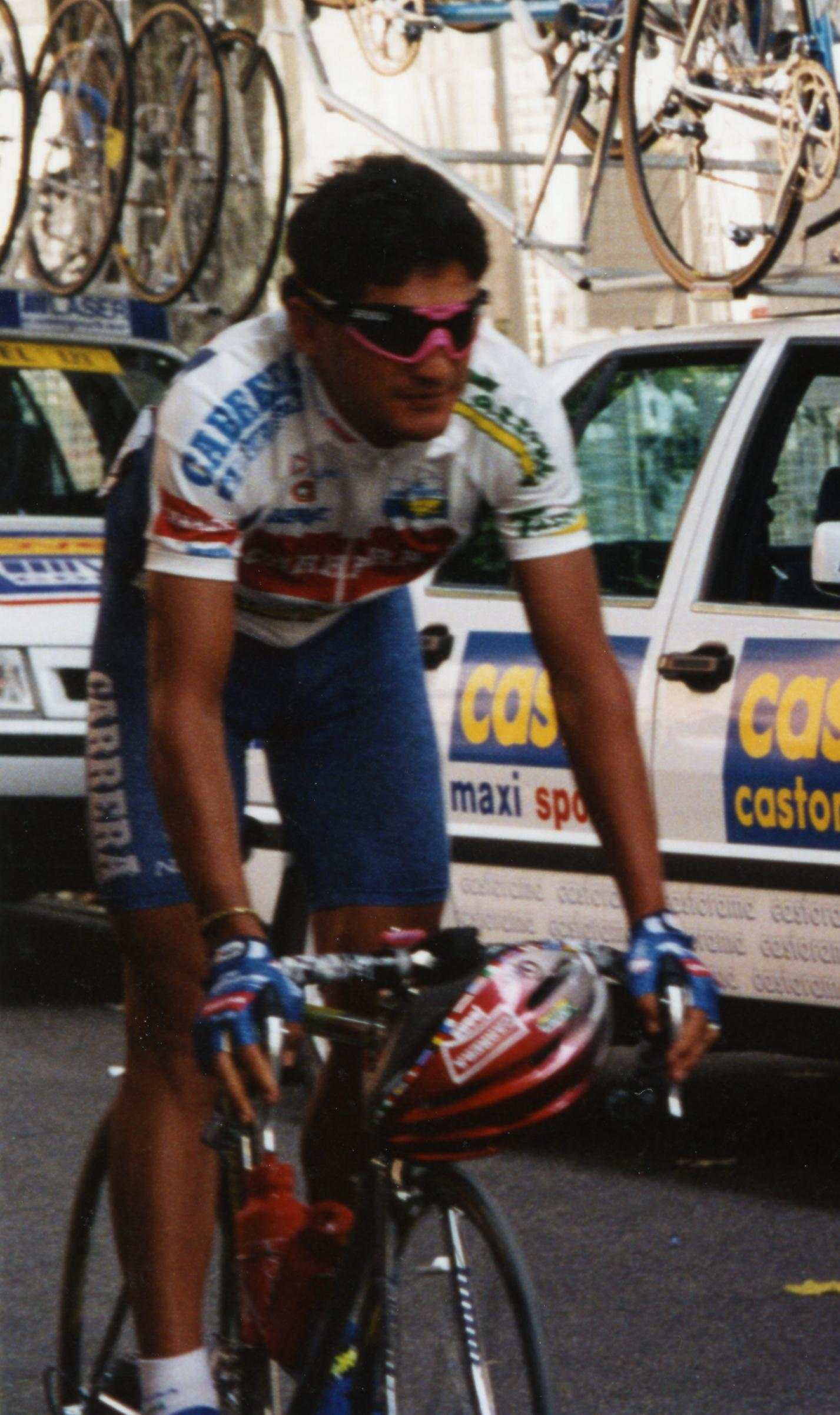
Claudio Chiappucci lors du Tour de France 1993

Lors des dernières années de l'équipe, on assiste à l'émergence d'un jeune coureur nommé Marco Pantani. Il termine sur le podium du Tour et du Giro au cours de la saison 1994. À la fin de l'année 1996 la Carrera Jeans arrête son parrainage de l'équipe. Dix coureurs dont Pantani, forment la nouvelle équipe Mercatone Uno dirigée par Davide Cassani, Giuseppe Martinelli et Alessandro Giannelli. Cinq autres coureurs dont Chiappucci, suivent David Boifava dans l'équipe Asics. Il est à noter que le Giro 1993 fut le seul Grand Tour où Chiappucci, Pantani et Roche furent associés.

### Affaire de dopage
Le médecin de l'équipe Carrera, le Docteur Giovanni Grazzi travaille avec le professeur Francesco Conconi à l'Université de Ferrare en 1993. Il est rapporté dans La Repubblica en janvier 2000 que Conconi participait à l'administration d'EPO aux coureurs de l'équipe Carrera. En mars 2000, le juge italien Franca Oliva publie un rapport détaillant les conclusions d'une enquête sur un certain nombre de médecins du sport, dont le Professeur Conconi. Cette enquête officielle affirme que les coureurs de l'équipe Carrera ont utilisé de l'EPO en 1993. Les coureurs membres de l'équipe sont entre autres Stephen Roche, Claudio Chiappucci, Guido Bontempi, Rolf Sørensen, Mario Chiesa, Massimo Ghirotto et Fabio Roscioli.
Des fichiers saisis dans le cadre de l'enquête judiciaire révèlent un certain nombre de faux noms utilisés pour nommer l'ex-vainqueur du Tour de France, du Tour d'Italie et champion du monde Stephen Roche, comme Rocchi, Rossi, Rocca, Roncati, Righi et Rossini. En 1997, Claudio Chiappucci avoue au procureur Vincenzo Scolastico qu'il utilise de l'EPO depuis 1993, mais par la suite il reviendra sur sa déclaration.

## Principaux coureurs
- Djamolidine Abdoujaparov (1991-1992)
- Guido Bontempi (1984-1993)
- Claudio Chiappucci (1985-1996)
- Massimo Ghirotto (1985-1992)
- Christian Henn (1989-1991)
- Peter Luttenberger (1994-1996)
- Erich Maechler (1985-1991)
- Marco Pantani (1992-1996)
- Stephen Roche (1986-1987, 1992-1993)
- Acácio da Silva (1989-1990)
- Filippo Simeoni (1994-1996)
- Rolf Sørensen (1993)
- Andrea Tafi (1992-1993)
- Roberto Visentini (1984-1988)
- Leonardo Sierra (1994-1995)
- Mario Chiesa (1989-1996)
- Enrico Zaina (1989-1991, 1995-1996)
- Beat Zberg (1993-1996)
- Markus Zberg (1996)

## Principales victoires

### Courses par étapes
- Tour de Suisse : 1984 (Urs Zimmermann)
- Tour de Romandie : 1987 (Stephen Roche)
- Tirreno-Adriatico : 1988 (Erich Maechler)

### Classiques
- Gand-Wevelgem : 1984 et 1986 (Guido Bontempi)
- Milan-San Remo : 1987 (Erich Maechler), 1991 (Claudio Chiappucci)
- Classique de Saint-Sébastien : 1993 (Claudio Chiappucci)
- Liège-Bastogne-Liège : 1993 (Rolf Sørensen)

### Grands tours
| - Tour de France - 15 participations (1979, 1982, 1984, 1985, 1986, 1987, 1988, 1989, 1990, 1991, 1992, 1993, 1994, 1995, 1996) - 25 victoires d'étapes - 1 en 1985 : Jørgen Vagn Pedersen - 4 en 1986 : Guido Bontempi (3), Erich Maechler - 2 en 1987 : contre-la-montre par équipes, Stephen Roche - 1 en 1988 : Massimo Ghirotto - 1 en 1989 : Acácio da Silva - 2 en 1990 : Massimo Ghirotto, Guido Bontempi - 3 en 1991 : Abdoujaparov (2), Chiappucci - 3 en 1992 : Bontempi, Chiappucci, Roche - 2 en 1993 : Fabio Roscioli, Claudio Chiappucci - 2 en 1995 : Marco Pantani (2) - 1 en 1996 : Massimo Podenzana - 1 victoire finale : - 1987 : Stephen Roche - 8 classements annexes : - Classement de la montagne (3) : - 1979 : Giovanni Battaglin - 1991 : Claudio Chiappucci - 1992 : Claudio Chiappucci - Classement par points (1) : - 1991 : Djamolidine Abdoujaparov - Prix de la combativité (2) : - 1991 : Claudio Chiappucci - 1992 : Claudio Chiappucci - Classement du meilleur jeune (2) : - 1994 : Marco Pantani - 1995 : Marco Pantani | - Tour d'Italie - 17 participations (1980, 1981, 1982, 1983, 1984, 1985, 1986, 1987, 1988, 1989, 1990, 1991, 1992, 1993, 1994, 1995, 1996) - 38 victoires d'étapes : - 2 en 1980 : Jørgen Marcussen, Giovanni Battaglin - 2 en 1981 : Guido Bontempi, Giovanni Battaglin - 1 en 1982 : Guido Bontempi - 3 en 1983 : Guido Bontempi (2), Roberto Visentini - 3 en 1984 : Visentini, Leali, Bontempi - 6 en 1986 : Guido Bontempi (5), Roberto Visentini - 5 en 1987 : Visentini (2), Roche (2), Bontempi - 2 en 1988 : Guido Bontempi (2) - 1 en 1989 : Acácio da Silva - 3 en 1991 : Poulnikov, Ghirotto, Sciandri - 2 en 1992 : Guido Bontempi (2) - 2 en 1993 : Guido Bontempi, Claudio Chiappucci - 3 en 1994 : Marco Pantani (2), Vladimir Poulnikov - 1 en 1995 : Enrico Zaina - 2 en 1996 : Enrico Zaina (2) - 3 victoires finales : - 1981 : Giovanni Battaglin - 1986 : Roberto Visentini - 1987 : Stephen Roche - 6 classements annexes : - Classement par points (2) : - 1986 : Guido Bontempi - 1991 : Claudio Chiappucci - Classement intergiro (13) : - 1989 : Jure Pavlič - Classement de la montagne (3) : - 1990 : Claudio Chiappucci - 1992 : Claudio Chiappucci - 1993 : Claudio Chiappucci | - Tour d'Espagne - 6 participations (1981, 1988, 1989, 1991, 1992, 1995) - 12 victoires d'étapes : - 4 en 1981 : Bontempi (2), Chinetti, Battaglin - 1 en 1988 : Ettore Pastorelli - 1 en 1989 : Massimo Ghirotto - 2 en 1991 : Guido Bontempi (2) - 4 en 1992 : Djamolidine Abdoujaparov (4) - 1 victoire finale : - 1981 : Giovanni Battaglin - 1 classement annexe : - Classement par points en 1992 (Djamolidine Abdoujaparov) |

### Championnats

#### Championnats  du monde
- Championnat du monde sur route : 1987 (Stephen Roche)

#### Championnats nationaux
| - Championnats d'Italie sur route : 1 - Course en ligne : 1987 (Bruno Leali) - Championnats de Suisse sur route : 1 - Course en ligne : 1986 (Urs Zimmermann) - Championnats d'Ukraine sur route : 1 - Course en ligne : 1992 (Vladimir Poulnikov) | - Championnats d'Italie sur piste : 3 - Keirin : 1980 (Nazzareno Berto) et 1981 (Guido Bontempi) - Vitesse : 1985 (Ottavio Dazzan) - Championnats des Pays-Bas sur piste : 1 - Poursuite individuelle : 1980 (Roy Schuiten) |

## Classements UCI
Le tableau ci-dessous présente le positionnement définitif de l'équipe à la fin de la saison, ainsi que le meilleur coureur au classement individuel.
| Saison | Classement par équipes | Meilleur coureur au classement individuel |
| ------ | ---------------------- | ----------------------------------------- |
| 1995   | 9e                     | Claudio Chiappucci (6e)                   |
| 1996   | 15e                    | Beat Zberg (42e)                          |